# HaKiriya Arena
El HaKiriya Arena (en hebreu: היכל טוטו הקריה) és una instal·lació esportiva situat al centre de la ciutat d'Asdod (Israel). Es la seu del club de basquet masculí Maccabi Asdod BC i del femení Maccabi Bnot Asdod. El pavelló també s'utilitza per a partits d'handbol.
El pavelló es va inaugurar l'any 2000. Inicialment tenia una capacitat de 1200 places. El 2014, es va construir una gran galeria nord de 1000 seients.